# 弓棚镇
弓棚镇，是中华人民共和国吉林省长春市榆树市下辖的一个乡镇级行政单位。

## 行政区划
弓棚镇下辖以下地区：
弓棚街道社区、三太村、长山村、十二号村、和平村、长发村、十三号村、同意村、胜明村、建平村、春阳村、水泉村、双太村、后西村、荣誉村、岭西村、兴隆村、武龙村、丛家村、前进村、二号村、房家村、富家村和吉祥村。